# Syburger Bergbauweg

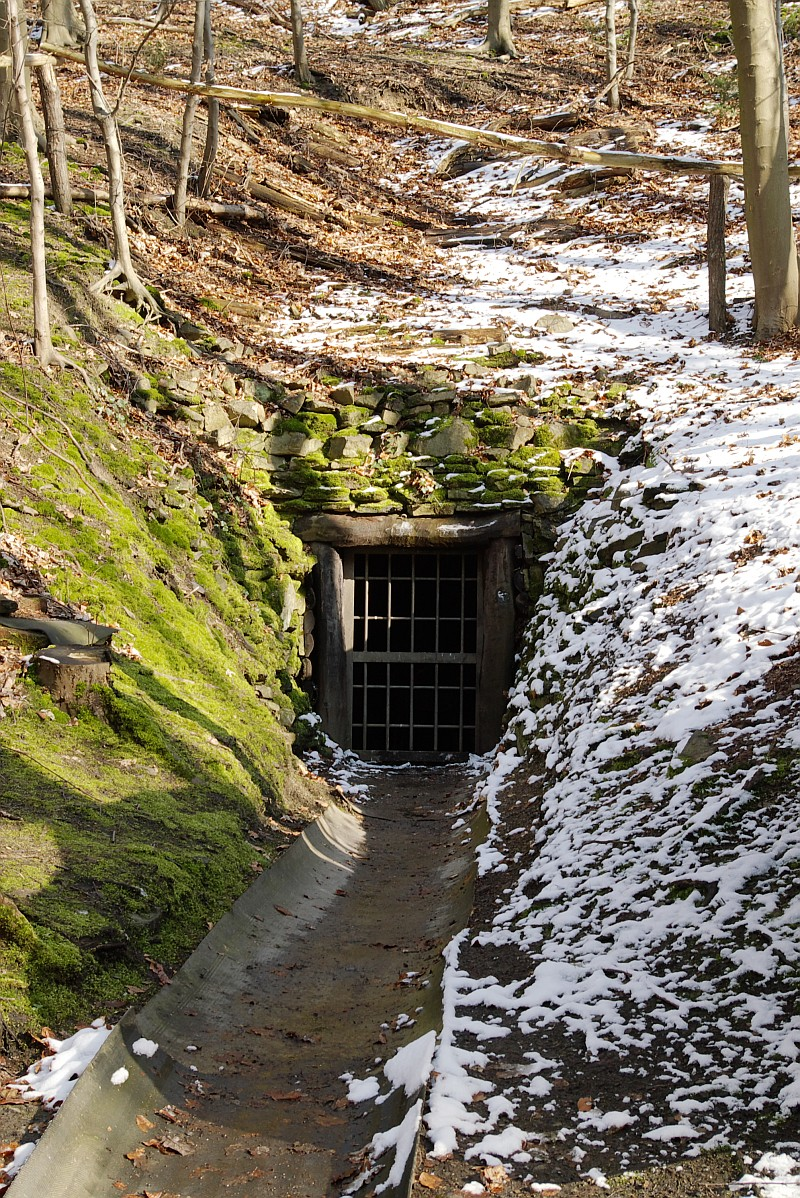
Stolleneingang Zeche Schleifmühle

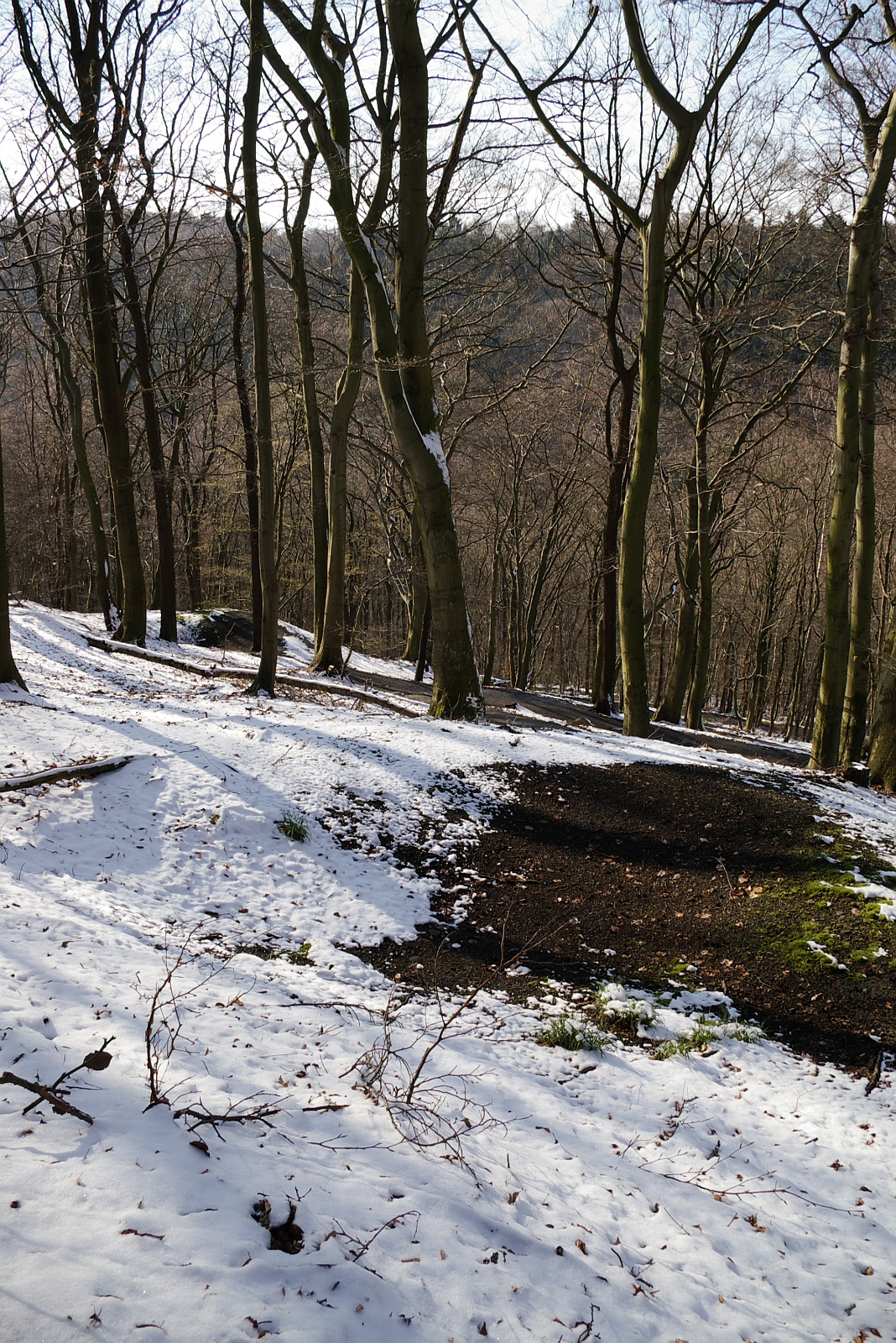
Zwei undeutlich erkennbare sogenannte Pingen beim Bergwerk Graf Wittekind

Der Syburger Bergbauweg ist ein bergbaugeschichtlicher Wanderweg am Nordwesthang des Sybergs in Dortmund. Teile des Weges liegen im Naturschutzgebiet Ruhrsteilhänge Hohensyburg.
Der Abbau von Kohle aus dem Flöz Sengsbank, einem der geologisch ältesten, abbaubaren Steinkohlenflöze im Ruhrgebiet, wurde 1582 erstmals urkundlich erwähnt. Mathias Becker, Richter in Schwerte und Westhofen, erhielt damals von seinem Landesherrn die Erlaubnis, Kohle im Tagebau zu fördern.
Im Laufe der Zeit sind an dieser Stelle nacheinander drei Zechen und Stollenbergwerke verbürgt:
- Stollenzeche Beckersches Feld (16. Jahrhundert)
- Zeche Schleifmühle (18. Jahrhundert)
- Zeche Graf Wittekind (19. Jahrhundert)

Der Syburger Bergbauweg verbindet die Stollen und Einsturztrichter (sogenannte Schachtpingen) dieser drei Bergwerke und hat eine Länge von etwa 2,5 km. Er zeigt auf dem teilweise sehr steilen Weg die Stollenmundlöcher, ehemalige Zechenhäuser (meist nur noch als Standorte), eine Handwinde, einen Bremsweg, mehrere Kohlenziehwege sowie einen Flözaufschluss und den Schulmeister-Steinbruch. 
Die Anlage des Bergbauwegs erfolgte ab 1986 in freiwilliger Eigenleistung von Mitgliedern des Fördervereins Bergbauhistorischer Stätten Ruhrrevier. Im Mai 1992 wurde der Syburger Bergbauweg vom Dortmunder Oberbürgermeister Günter Samtlebe eingeweiht. 
Die alten Stollenanlagen der Zechen "Schleifmühle" und "Graf Wittekind" sind seit 1997 als von der Bergbehörde anerkanntes und überwachtes Besucherbergwerk Graf Wittekind erhalten und im Rahmen von Führungen zu besichtigen. Betreut wird das Besucherbergwerk durch den Arbeitskreis Dortmund im Förderverein Bergbauhistorischer Stätten Ruhrrevier e. V. Die bergbauhistorischen Stätten sind als Bodendenkmal in die Denkmalliste der Stadt Dortmund eingetragen.

## Schaupunkte
16 Stollen Nr. 1 Graf Wittekind
17 Stollen Nr. 2 Graf Wittekind
18 Stollen Nr. 3 Graf Wittekind
19 Alter Schacht
20 Schachtpingen
21 Stollen Nr. 4 Graf Wittekind
22 Förderstollen Graf Wittekind
23 Beckersches Feld
24 Stollen der Zeche Schleifmühle
25 Der Schulmeister-Steinbruch